# Конституция на Словакия
Конституцията на Словакия е приета от Парламента на 1 септември 1992 година и е подписана на 3 септември 1992 година. По нея са правени 15 поправки.

## Структура
Конституцията на Словакия съдържа преамбюл и 9 глави, като в 156 члена са уредени основните обществени отношения.
Глава I – Основни разпоредби
Глава II – Основни права и свободи
Глава III – Икономиката на Република Словакия
Глава IV – Териториално самоуправление
Глава V – Законодателна власт (еднокамарен парламент)
Глава VI – Изпълнителна власт (президент и правителство)
Глава VII – Съдебна власт (тук е включен и Конституционният съд)
Глава VIII – Главен прокурор и омбудсман
Глава IX – Заключителни разпоредби